# Miami, Texas
Miami [maɪˈæmə] är administrativ huvudort i Roberts County i Texas. Enligt 2010 års folkräkning hade Miami 597 invånare. Orten planladees 1887 av B.H. Eldridge.